# بادي تينسلي
بادي تينسلي (بالإنجليزية: Buddy Tinsley)‏ هو لاعب كرة قدم كندية أمريكي، ولد في 16 أغسطس 1924 في ديمون في الولايات المتحدة، وتوفي في 14 سبتمبر 2011 في وينيبيغ في كندا.

## وصلات خارجية
- بادي تينسلي على موقع مرجع كرة القدم المحترفة.كوم (الإنجليزية)